# Нирод, Евстафий Евстафьевич
Евста́фий (Густав Иоганн Себастьян) Евста́фьевич Ни́род (1799—1881) — генерал от кавалерии.

## Семья
Из дворян Эстляндской губернии. Старший сын майора Густава-Рейнгольда Нирода (1769–1828); указом Правительствующего Сената от 3 августа 1849 года ему было дозволено именоваться в России графом, с показанием, что роду его принадлежит графский титул Шведского королевства. Его братья:
- Александр (1805—1881, генерал от кавалерии, участник Крымской войны)
- Николай (1806—1864, генерал-майор)
- Михаил (1815—1871, генерал-лейтенант)

Евстафий Евстафьевич Нирод с 7 августа 1835 года был женат на дочери генерал-майора Ф. А. Штенгера Паулине (1816—1880).
Дети:
- Николай (1836—1888), генерал-майор Свиты (с 1877).
- Александр (1839—1882, полковник). Его сын, Александр Александрович Нирод (1874—1904), погиб в Русско-японскую войну.
- Елизавета (1842—1919), в замуж. Крейтон. Ее сыновья — А.Н.Крейтон, В.Н.Крейтон и С.Н.Крейтон.
- Максимилиан (1846—1914, егермейстер, член Государственного совета Российской империи). Женат на Анастасии Треповой, дочери Ф. Ф. Трепова.
- Михаил (Маврикий) (1852—1930). Женат на Софье Треповой, дочери Ф. Ф. Трепова.

## Военная служба
В службу вступил 16 марта 1815 года юнкером в лейб-гвардии в Кирасирский Его Величества полк, 25 февраля 1816 года произведён в корнеты. Продолжая службу в полку Нирод последовательно получил чины поручика (4 июля 1818 года), штабс-ротмистра (13 марта 1821 года), ротмистра (13 марта 1823 года), подполковника (25 июля 1831 года) и полковника (22 августа 1832 года). С 19 декабря 1827 года командовал 4-м эскадроном, с 7 сентября 1832 года был командиром 2-го дивизиона и с 24 августа 1833 года находился на той же должности в 1-м дивизионе.
Произведённый 16 апреля 1841 года в генерал-майоры Нирод тогда же был назначен состоять по кавалерии генералом для особых поручений при Гвардейской кирасирской дивизии и с 9 ноября того же года командовал лейб-гвардии Уланским Её Величества полком (утверждён в должности 9 августа 1842 года).
6 декабря 1851 года Нирод был произведён в генерал-лейтенанты и назначен командиром 1-й бригады 1-й лёгкой гвардейской кавалерийской дивизии а 1 февраля 1852 года получил в командование 4-ю лёгкую кавалерийскую дивизию. Во главе этой дивизии Нирод принял участие в начавшейся войне с турками на Дунае, был ранен и 26 ноября 1854 года был награждён орденом св. Георгия 4-й степени (№ 9333 по кавалерскому списку Григоровича — Степанова).
В отставку вышел 19 октября 1856 года с производством в генералы от кавалерии и скончался в январе 1881 года, похоронен на Казанском иноверческом кладбище в Царском Селе.
Среди прочих наград Нирод имел ордена:
- Орден Святого Владимира 4-й степени (21 июня 1833 года)
- Орден Святого Станислава 2-й степени (6 декабря 1837 года)
- Орден Святого Владимира 3-й степени (16 ноября 1844 года)
- Орден Святого Станислава 1-й степени (6 декабря 1847 года)